# Tomáš Koudela
Tomáš Koudela (* 6. srpna 1967 Karviná) je český básník, prozaik, kurátor, proděkan Pedagogické fakulty Ostravské univerzity, teoretik současného umění a výtvarný autodidakt někdy píšící pod pseudonymem Jan Vrak.

## Život
V letech 1985–1991 studoval na Přírodovědecké fakultě Univerzity Palackého v Olomouci a na Pedagogické fakultě v Ostravě, studia ale nedokončil. Od roku 2009 studoval dějiny umění a kulturní dějiny na Filozofické fakultě Ostravské univerzity, kde v roce 2019 dokončil Ph.D. studia kulturních dějin.
Na přelomu 80. a 90. let minulého století působil jako redaktor v havířovské revue, posléze edici a nakonec nakladatelství M.U.K.L. (Mladé umění k lidem), pod jehož hlavičkou vydal v roce 1990 v Havířově několik publikací. V říjnu 1989 emigroval do Německé spolkové republiky.  V roce 1991 se spojil s autorským a organizačním okruhem samizdatových Textů přátel (J. E. Frič, P. Mikeš, R. Valušek, E. Zacha) a založil s nimi v roce 1992 nakladatelství Votobia původně zaměřené na vydávání české poezie (zejména katolicky orientované), které v polistopadové dekádě významně ovlivnilo podobu českého literárního prostředí. V nakladatelství Votobia působil na vedoucí pozici až do roku 2005. V roce 1996 v tomto nakladatelství vyšla kuchařka Adama Gottlieba Vaříme s konopím, kdy jeho společníci Tomáš Koudela, Petr Jüngling a Jaroslav Vacl byli obviněni z trestného činu šíření toxikomanie.
V současnosti pracuje jako proděkan Pedagogické fakulty Ostravské univerzity a odborný asistent na Katedře výtvarné výchovy a jako nezávislý kurátor českého současného umění. Žije a tvoří v Ostravě a Ostravici.

## Dílo
Debutovou básnickou sbírku Ostrava vydal v M. U. K. L.u a ještě v tomtéž roce 1990 k ní připojil další nazvanou Boewulf. Obě podepsal ještě svým občanským jménem. V jeho poezii můžeme sledovat motivy, které později rozvíjí též v prózách – životní deziluze a nespokojenost s režimem, bezbarvost a všednost, promítající se do života obyčejných lidí. Jak napovídá název prvotiny, dějištěm je hlavně Ostrava a okolí.
Oscilace mezi poezií a prózou, podobně jako například využití místního nářečí se objevují také v jeho dalších dílech, prezentovaných ovšem již jako prozaická. Nejvíce je patrný v knize Osm hlav, promyšleně vystavěné próze s autobiografickými prvky, vydané již pod pseudonymem Jan Vrak.
Svůj další román nazval Obyčejné věci. Nejen v rámci autorovy tvorby, ale i v rámci české experimentální prózy 90. let se jedná o zásadní dílo. Vrak v této autobiograficky laděné próze využívá různých grafických prostředků, kterými své vyprávění ozvláštňuje a zároveň z nich dělá pro svou poetiku typický prvek. Na základě vlastních zkušeností a vzpomínek tak vytváří mozaiku života „obyčejných lidí“, jejichž osudy se různě potkávají a proplétají.
Další prózy Potom: Was kommt nach Hitler a Dokonalost nože… z knih, snů a skutečnosti pokračují v naznačené linii autorské poetiky, hlavně co se týče kompoziční skladby a jazykových prostředků.
Od roku 2016 Jan Vrak opět vydává pozezii. Pod svým občanským jménem přispívá do katalogů výstav a monografií české výtvarné scény.
Poezie a próza:
- Ostrava. Havířov, M.U.K.L., 1990 – poezie
- B. O. E. W. U. L. F. Havířov, M.U.K.L., 1990 – poezie
- Obyčejné věci. Olomouc: Votobia, 1998 – román
- Osm hlav. Olomouc: Votobia, 2000 – povídky (s Antonínem Marešem)
- Pan Kamarád. Olomouc: Votobia, 2001 – próza (s Václavem Kamarádem)
- Potom. Was kommt nach Hitler. Olomouc: Votobia, 2003 – básně a povídky (s Antonínem Marešem)
- Dokonalost nože. Z knih snů a skutečnosti... Olomouc: Votobia, 2004
- Já nejsem prokurátor, řekla noc. Olomouc: Jan Piszkiewicz, 2007
- Řeč, která čeká na své ráno. Ostrava: Jan Melena, 2016 – básně
- Doušek čaje ve sklenici medu. Ostrava: Tera, 2017 – básně
- Jak vzniká ticho. Tichavar. Ostrava: Ostravská univerzita, 2017 – básně (s Milanem Cieslarem)
- Voda není rum. Ostrava: Tera, 2018 – básně (nominace na Cenu Jantar za literaturu)
- Lišce dub se neubrání. Ostrava: Tera, 2019 – básně (s Ivo Sumcem)
- Black Milk. Ostrava: Ostravská univerzita, 2019 – básně (s Danielem Balabánem, Pavlem Formanem, Františkem Kowolowskim a Jiřím Surůvkou)
- Mizerov. Ostrava: Tera, 2020 – básně

Ve své výtvarné tvorbě se věnuje vizuální poezii. Text se v jeho práci stává vizuální matérií readjustovanou z původních obsahů do nových významových kontextů.
Výstavní činnost (kolektivní výstavy – výběr):
- In Agone. Galerie města Přerov, Přerov, Česko, 2017
- Jak powstaje cisza. Galeria 113, Czenstochowa, Polsko, 2017
- Artisterium. Georgian National Museum, Tbilisi, Gruzie, 2018
- Black Milk. Galerie Luxfer, Česká Skalice, Česko, 2018
- Art-Brut-All. Centrum současného umění DOX, Praha, Česko, 2019
- Schwarze Milch. České centrum v Berlíně, Berlín, Německo, 2019
- Několik vět. Galerie Dolu Michal, Ostrava, Česko, 2019
- Black Milk. Galerie Felixe Jeneweina, Kutná Hora, Česko, 2019
- Obraz i słowo. Galeria Wspólna. Bydhošť, Polsko, 2019
- Situation Silesia 2019. Galerie Dolu Michal, Ostrava, Česko, 2019

Kurátorské projekty (výběr od r. 2017):
- Art-Brut-All: Extended dark. Pevnost Josefov, Česko, 2017 (s Pavlem Formanem)
- Ivana Štenclová, Pavel Forman: Kontakt. Industrial gallery, Ostrava, Česko, 2017
- Lyuben Petrov: Mantracit, Galerie Dolu Michal, Ostrava, Česko, 2017
- Martin Kocourek: Povstání, Galerie Dolu Michal, Ostrava, Česko, 2017
- Pole (Adéla Janská, David Jedlička, Dagmar Maturová, Magdalena Turzová), Galerie Dolu Michal, Ostrava, Česko, 2017
- Situace Ostrava 2017, Galerie Dolu Michal, Ostrava, Česko, 2017
- Adéla Janská: Pro tebe klid, Galerie Dolu Michal, Ostrava, Česko, 2017
- Artisterium, Georgian National Museum, Tbilisi, Gruzie, 2018 (s Pavlem Formanem a Magdou Guruli)
- Art-Brut-All: Louds of Clouds, Pevnost Josefov, Česko, 2018 (s Pavlem Formanem a Terezií Zemánkovou)
- Hry a Sny, Galerie Student, Česko, 2018 (s Jindřichem Štreitem)
- Identita_Redesign (Erik Binder, Viktor Frešo, Marek Schovánek, Petr Lysáček), GAFU, Ostrava, Česko, 2018 (s Ivo Sumcem a Terezou Čapandovou)
- Ivo Sumec: Parte Povera, Galerie Dolu Michal, Ostrava, Česko, 2018
- Marek Škubal: Animal Bodhisatva, Galerie Dolu Michal, Ostrava, Česko, 2018
- Pavel Forman: Memorystic, Galerie Dolu Michal, Ostrava, Česko, 2018
- Pořád spolu, Galerie Dolu Michal, Ostrava, Česko, 2018 (s Františkem Kowolowskim a Vladimírem Beskidem)
- Sadofski & Trantina: GesamteEntarteteKunstWerke, Galerie Dolu Michal, Ostrava, Česko, 2018
- Stefan Milkov: Milk of Coal, Galerie Dolu Michal, Ostrava, Česko, 2018
- Art-Brut-All. Centrum současného umění DOX, Praha, Česko, 2019
- Aleš Hudeček: Horizont událostí/dekonstrukce času, Galerie Dolu Michal, Ostrava, Česko, 2019
- Schwarze Milch. České centrum v Berlíně, Berlín, Německo, 2019
- Ivo Sumec: Eskapády, Galerie student, Ostrava, Česko, 2019
- Jiří Kuděla: Hra na Schovávanou, Galerie Radost, Havířov, Česko, 2019
- Jakub Gajdošík: Pouť, Galerie Dolu Michal, Ostrava, Česko, 2019
- Jiří Kuděla: Chce zizet, ale nezmizí. Galerie Millenium, Praha, Česko, 2019
- Joanna Immielska: Města a řeky, Galerie Student, Ostrava, Česko, 2019
- Manifest sepíšeme později (Vendula Chalánková, Maud Kotasová, Daniela Mikulášková), Galerie Dolu Michal, Ostrava, Česko, 2019
- Milan Lasota a Dáša Lasotová: Pět slov pouze jako vzpomínka, Galerie Dolu Michal, Ostrava, Česko, 2019
- Pavel Forman: Malby, Galeri Student, Ostrava, Česko, 2019
- Stefan Milkov: socha; Pavel Forman: Self-fee, Dům umění Opava, Česko, 2019
- Situation Silesia 2019. Galerie Dolu Michal, Ostrava, Česko, 2019
- Stefan Milkov a Pavel Forman, Galerie Crears, Rožnov pod Radhoštěm, Česko, 2019
- Václav Rodek: Nadir je se mnou, Galerie Dolu Michal, Ostrava, Česko, 2019
- WHY OSTRAVA MINE EXHIBITION IS NOT FRIEND TO SMALL BUSINESS (Jiří Baštýř, Ondřej Filípek, Jakub Janovský, Tomáš Kofroň, Martin Kyrych), Galerie Dolu Michal, Ostrava, Česko, 2019
- NEOEX, Galerie Dolu Michal, Ostrava, Česko, 2020 (s Gabrielou Pienias)
- Adéla Janská: Résumé, Galerie Student, Ostrava, Česko, 2020